# Polska na Zimowych Igrzyskach Olimpijskich 1924
Polskę na Zimowych Igrzyskach Olimpijskich 1924 reprezentowało 8 zawodników w 3 dyscyplinach.

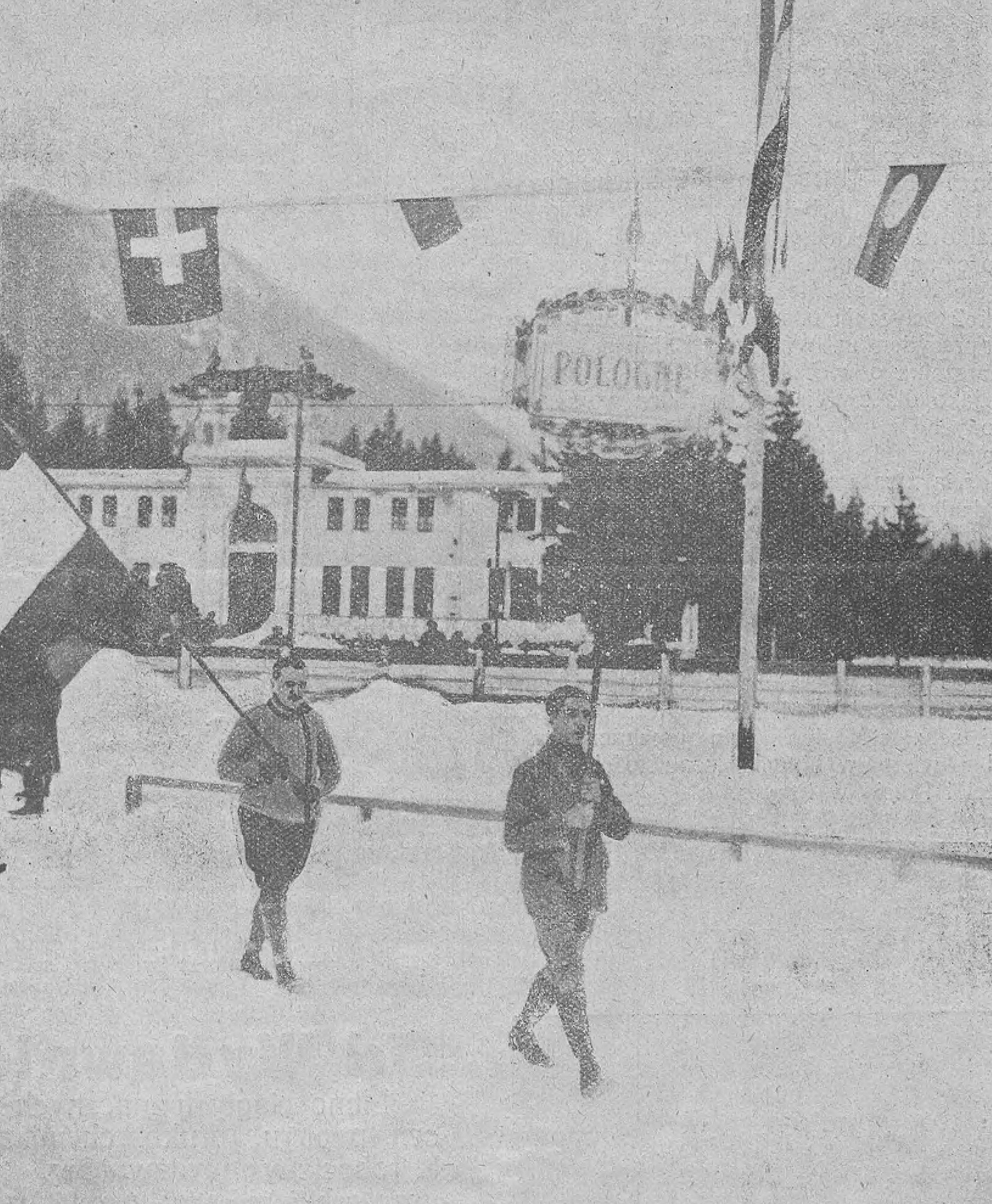
Kazimierz Smogorzewski z flagą Polski jako chorąży podczas otwarcia igrzysk

| Występy Polaków na Zimowych Igrzyskach Olimpijskich 1924 |     |       |        |      |      |      |      |      |      |        |
| Sportowcy                                                | Lp. | złoto | srebro | brąz | 4 m. | 5 m. | 6 m. | 7 m. | 8 m. | Punkty |
| 8                                                        | –   | –     | –      | –    | –    | –    | –    | –    | 1    | 1      |

## Opis
Reprezentacja Polski po raz pierwszy zaprezentowała się na Igrzyskach Olimpijskich w Chamonix. I Zimowe Igrzyska Olimpijskie odbywały się pod nazwą Tygodnia sportów zimowych, dopiero w następnym roku na Kongresie Olimpijskim w Pradze zawody otrzymały nazwę I zimowych igrzysk olimpijskich. Polska ekipa spóźniła się na uroczyste otwarcie i z tego powodu pierwszym w historii igrzysk chorążym polskiej reprezentacji został dziennikarz i publicysta Kazimierz Smogorzewski. Polacy walczyli w trzech dyscyplinach: w łyżwiarstwie szybkim, narciarstwie klasycznym i biathlonie wtedy nazywanym biegiem patrolowym. Najlepszym wynikiem było 8 miejsce łyżwiarza szybkiego Leona Jucewicza. Polacy nie zdobyli medalu, istotny jednak był udział sportowców w zawodach światowej rangi, który miał zaznaczyć istnienie odrodzonego państwa polskiego.

## Występy Polaków

### Łyżwiarstwo szybkie
| Dyscyplina    | Miejsce    | Zawodnik      | Wynik   |
| ------------- | ---------- | ------------- | ------- |
| 500 metrów    | 17 miejsce | Leon Jucewicz | 49.6    |
| 1 500 metrów  | 15 miejsce | Leon Jucewicz | 2:42.6  |
| 5 000 metrów  | 16 miejsce | Leon Jucewicz | 10:05.6 |
| 10 000 metrów | 14 miejsce | Leon Jucewicz | 20:45.0 |
| Wielobój      | 8 miejsce  | Leon Jucewicz | 32 pkt  |

### Narciarstwo klasyczne
| Dyscyplina    | Miejsce    | Zawodnik            | Wynik     |
| ------------- | ---------- | ------------------- | --------- |
| bieg na 18 km | 27 miejsce | Franciszek Bujak    | 1:42:13.0 |
| bieg na 18 km | 28 miejsce | Andrzej Krzeptowski | 1:43:02.8 |
| bieg na 50 km | 21 miejsce | Szczepan Witkowski  | 6:25:58   |

| Dyscyplina        | Miejsce    | Zawodnik                | Skok 1                    | Skok 2                    | Nota                      |
| ----------------- | ---------- | ----------------------- | ------------------------- | ------------------------- | ------------------------- |
| skoki narciarskie | 21 miejsce | Andrzej Krzeptowski     | 33,0 m                    | 32,0 m                    | 12.458                    |
| skoki narciarskie | –          | Franciszek Bujak        | nie wystartował           | nie wystartował           | nie wystartował           |
| skoki narciarskie | –          | Elżbieta Ziętkiewiczowa | nie dopuszczona do startu | nie dopuszczona do startu | nie dopuszczona do startu |

| Dyscyplina          | Miejsce    | Zawodnik              | Skok 1          | Skok 2          | Nota            | Bieg            | Nota            | Wynik           |
| ------------------- | ---------- | --------------------- | --------------- | --------------- | --------------- | --------------- | --------------- | --------------- |
| kombinacja norweska | 19 miejsce | Andrzej Krzeptowski I | 32,5 m          | 33,0 m          | 13.312 (17)     | 1:43:02.8       | 5.750 (20)      | 9.531           |
| kombinacja norweska | –          | Franciszek Bujak      | nie wystartował | nie wystartował | nie wystartował | 1:42:13.0       | 6.250 (18)      | nie ukończył    |
| kombinacja norweska | –          | Henryk Mückenbrunn    | nie wystartował | nie wystartował | nie wystartował | nie wystartował | nie wystartował | nie wystartował |

### Bieg patrolowy
| Dyscyplina      | Miejsce | Zawodnicy                                                                  | Wynik        |
| --------------- | ------- | -------------------------------------------------------------------------- | ------------ |
| patrol wojskowy | –       | Stanisław Chrobak Stanisław Kądziołka Zbigniew Wóycicki Szczepan Witkowski | Nie ukończył |

Na igrzyskach olimpijskich w Chamonix bieg patrolowy był konkurencją pokazową.